# Texán Espejo
Texán Espejo es una localidad, comisaría del municipio de Motul en el estado de Yucatán localizado en el sureste de México.

## Toponimia
El nombre (Texán Espejo) viene de Texán que proviene del idioma maya y Espejo es un apellido español.

## Hechos históricos
- En 1950 cambia su nombre de Texán a Texán Espejo.

## Demografía
Según el censo de 2005 realizado por el INEGI, la población de la localidad era de 0 habitantes.
| 99                          | 169 | 79 | 87 | 29 | 27 | 20 | 6 | 0 | 0 | 0 | 0 | 0 |
| (Fuente: INEGI [Consultar]) |     |    |    |    |    |    |   |   |   |   |   |   |